# Omphax monophyes
Omphax monophyes är en fjärilsart som beskrevs av Swinhoe 1906. Omphax monophyes ingår i släktet Omphax och familjen mätare. Inga underarter finns listade i Catalogue of Life.